# Grižica
Grižica (raniji naziv Grižice) este un sat din comuna Rožaje, Muntenegru. Conform datelor de la recensământul din 2003, localitatea are 434 de locuitori (la recensământul din 1991 erau 430 de locuitori).

## Demografie
În satul Grižice locuiesc 294 de persoane adulte, iar vârsta medie a populației este de 31,0 de ani (30,1 la bărbați și 32,0 la femei). În localitate sunt 103 gospodării, iar numărul mediu de membri în gospodărie este de 4,21.
Populația localității este foarte eterogenă.
|  |

| Demografie | Demografie | Demografie |
| An         | Locuitori  | Locuitori  |
| ---------- | ---------- | ---------- |
|            |            |            |
|            |            |            |
|            |            |            |
|            |            |            |
| 1948       | 419        |            |
| 1953       | 474        |            |
| 1961       | 500        |            |
| 1971       | 439        |            |
| 1981       | 431        |            |
| 1991       | 430        | 423        |
| 2003       | 456        | 434        |

| \| Componența etnică conform recensământului din 2003[2] \| Componența etnică conform recensământului din 2003[2] \| Componența etnică conform recensământului din 2003[2] \| Componența etnică conform recensământului din 2003[2] \| Componența etnică conform recensământului din 2003[2] \| \| ----------------------------------------------------- \| ----------------------------------------------------- \| ----------------------------------------------------- \| ----------------------------------------------------- \| ----------------------------------------------------- \| \| \| \| \| \| \| \| Bosniaci \| Bosniaci \| \| 242 \| 55,76% \| \| Sârbi \| Sârbi \| \| 138 \| 31,79% \| \| Musulmani \| Musulmani \| \| 28 \| 6,45% \| \| Muntenegreni \| Muntenegreni \| \| 24 \| 5,52% \| \| necunoscută \| necunoscută \| \| 2 \| 0,46% \| |              |  |     |        |
| Componența etnică conform recensământului din 2003 |              |  |     |        |
| |              |  |     |        |
| Bosniaci | Bosniaci     |  | 242 | 55,76% |
| Sârbi | Sârbi        |  | 138 | 31,79% |
| Musulmani | Musulmani    |  | 28  | 6,45%  |
| Muntenegreni | Muntenegreni |  | 24  | 5,52%  |
| necunoscută | necunoscută  |  | 2   | 0,46%  |